# Будзынь (Краковский повет)

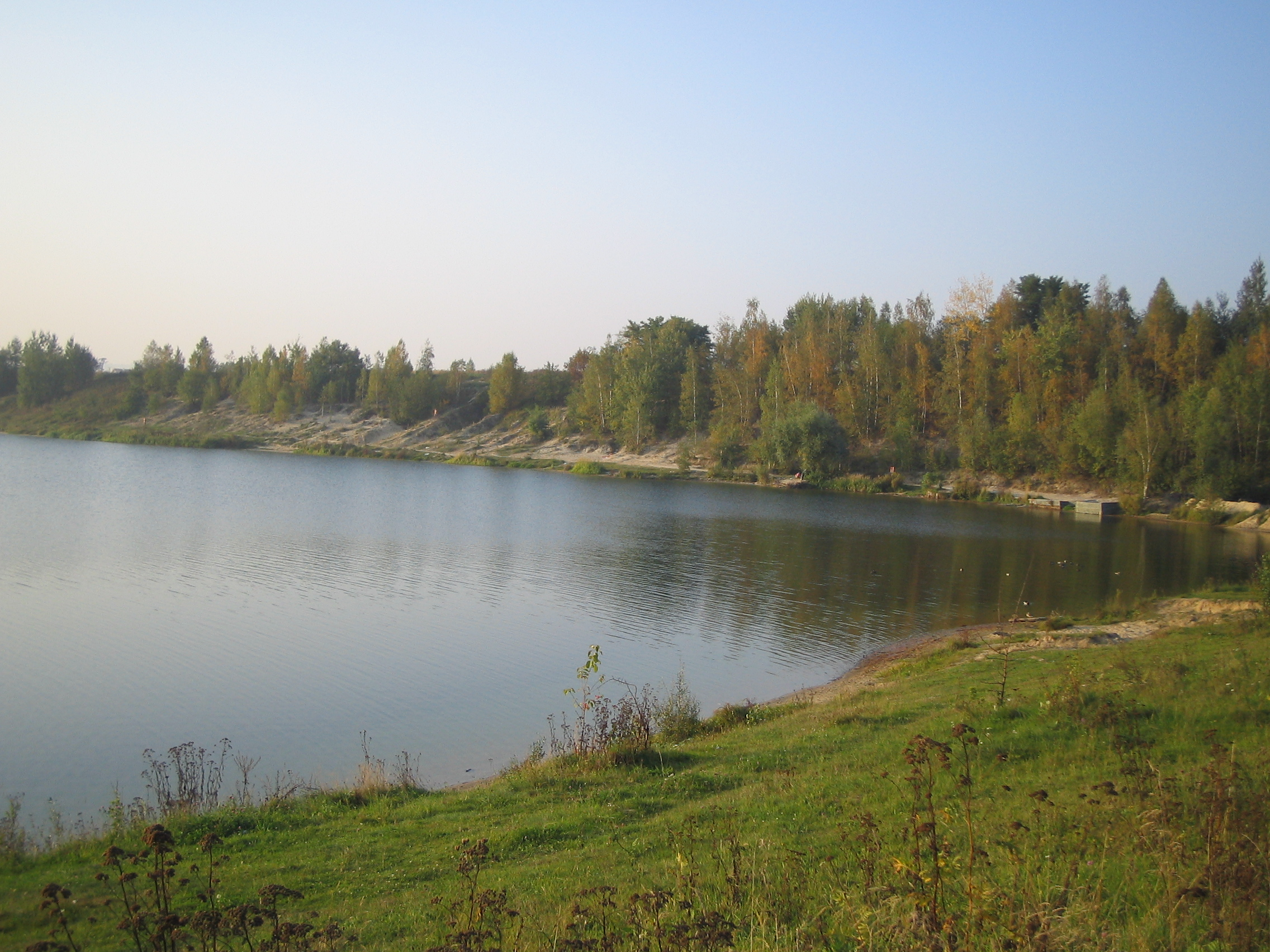
Пляж «На-Пясках»

Бу́дзынь (пол. Budzyń) — село в Польше в сельской гмине Лишки Краковского повета Малопольского воеводства.

## География
Село располагается в 3 км от административного центра гмины села Лишки и в 12 км от административного центра воеводства города Краков.
В 1975—1998 годах село входило в состав Краковского воеводства.

## Население
По состоянию на 2013 год в селе проживало 345 человек.
| 2010 | 2013 |
| ---- | ---- |
| 322  | 345  |

Данные переписи 2013 года:
| Перепись  | Всего   | Всего | Женщины | Женщины | Мужчины | Мужчины |
| --------- | ------- | ----- | ------- | ------- | ------- | ------- |
| Единицы   | человек | %     | человек | %       | человек | %       |
| Население | 345     | 100   | 167     |         | 178     |         |

## Достопримечательности
- Пляж «На-Пясках» (другое наименование — «Крыспиновский залив»). Этот пляж имеет популярность среди жителей Кракова.